# تپه چغاجانی
تپه چغاجانی مربوط به مس وسنگ - دوره اشکانیان - دوره ساسانیان - فلز است و در شهرستان اسلام‌آباد غرب، بخش حمیل، دهستان حمیل، ۳۰۰ متری شرق روستای قوچمی کلهر واقع شده و این اثر در تاریخ ۱۴ اسفند ۱۳۸۵ با شمارهٔ ثبت ۱۷۸۲۹ به‌عنوان یکی از آثار ملی ایران به ثبت رسیده است.